# عودة الندلة (فلم)
عودة الندلة هو فيلم كوميدي مصري أنتج عام 2006 من بطولة عبلة كامل وعزت أبو عوف وإخراج سعيد حامد.

## قصة الفيلم
تدور أحداث الفيلم حول الزوجة وتدعى استفتاح وزوجها جعبل وهما لصان يكسبان رزقهما من السرقة، وأثناء عملية سرقتهما إحدى الفيلات تم القبض على استفتاح، بينما هرب زوجها، فتتكتم عليه استفتاح اعتقادا منها أنه سيهتم بإبنها وينتظرها، حين يتم الإفراج عنها من السجن، ولكنها تفاجأ بانه تم تلفيق تهمة قتل، ويحكم عليها بالمؤبد، وتفاجأ بعدم اهتمام جعبل بها داخل السجن ولم يسأل عنها، وبعد خروجها بعد قضاء مدة العقوبة، تبحث عن زوجها وإبنها، فتجد زوجها قد تزوج من سيدة شابة وثرية تدعى صافي، مدعيين انه ابنهما، وان أمه هي صافى، وتبدأ الأحداث حين تحاول استفتاح استعادة ابنها، بينما يحاول جعبل إبعادها عن حياته الجديدة.

## الممثلون
- عبلة كامل
- عزت أبو عوف
- غادة عبد الرازق
- عمرو سمير
- ماجدة الخطيب
- عايدة رياض
- محمد شومان
- طلعت زكريا
- فتحي عبد الوهاب
- أحمد راتب
- سامي العدل
- فرقة وسط البلد
- رانيا الخطيب
- عمرو عبد العزيز
- رامي وحيد
- رحاب الجمل

## روابط خارجية
- مقالات تستعمل روابط فنية بلا صلة مع ويكي بيانات